# مااونولا
مااوْنُولا (به فنلاندی: Maunula) یک منطقهٔ مسکونی در فنلاند است که در هلسینکی واقع شده‌است. مااونولا ۱٫۲۳ کیلومتر مربع مساحت و ۷٬۶۱۸ نفر جمعیت دارد.